# Lorenzo Netteb
Lorenzo Lenny Netteb (Amsterdam, 30 oktober 1980) is een Nederlands voormalig voetballer van Surinaamse komaf die als aanvaller speelde.
Netteb was ook actief als zaalvoetballer en stond model in de game FIFA Street 2. Hij speelde samen met Edgar Davids in de korte film League of Legends die over straatvoetbal gaat.

## Clubs
- 1999/00 - HFC Haarlem
- 2000/03 - FC Omniworld (amateurs)
- 2003/04 - SV Huizen
- 2004/05 - VV DOVO
- 2005/06 - FC Lisse
- 2006 - SV Spakenburg
- 2006/07 -  KVSK United
- 2007/08 - FC Lisse
- 2008 - FC Eindhoven
- 12-2008/09 -  Victoria Hotspurs FC
- 2009/10 - Zwaluwen '30
- 2010/11 - HSV De Zuidvogels